# Янгоры
Янгоры — посёлок в Плесецком районе Архангельской области России. Входит в Ундозерское сельское поселение.
В посёлке есть исправительная колония-поселение.

## География
Находится на западе области, между реками Пуга и Чёрная, в 43 км к западу от посёлка Ундозеро и в 240 к юго-западу от Архангельска. Находящаяся рядом станция Янгоры является конечным пунктом Заонежской железной дороги.

## Население
| 2002 | 2010 | 2012 |
| ---- | ---- | ---- |
| 149  | ↗331 | ↘94  |